# Захаревич, Владислав Георгиевич
Владисла́в Гео́ргиевич Захаре́вич (12 октября 1946, Новоминская, Каневской район, Краснодарский край — 16 ноября 2013, Мюнхен, Германия) — российский учёный, ректор Таганрогского радиотехнического института ТРТИ/ТРТУ (1990—2006), ректор Южного федерального университета (2006—2012).
Вице-президент Российского Союза ректоров. Доктор технических наук, профессор. Опубликовал 120 научных работ, в том числе 4 монографии, 3 патента в области биотехнических и человеко-машинных информационно-управляющих систем гибридного интеллекта.

## Биография
Родился 12 октября 1946 года в ст. Новоминской Каневского района Краснодарского края (РСФСР, СССР).
В 1964 году окончил с серебряной медалью 11 классов школы № 23 с производственным обучением в городе Ростов-на-Дону, получив специальность каменщика, и в этом же году поступил в ТРТИ. После первого курса, летом 1965 года, работал рабочим очистного забоя на шахте «Красный партизан» в Донбассе. В 1969 году с отличием окончил Таганрогский государственный радиотехнический институт по специальности «Автоматика и телемеханика». За время обучения в институте принимал активное участие в работе студенческих строительных отрядов на севере Ростовской области и в Северном Казахстане в качестве бойца, бригадира, командира отряда. В 1967 году награждён медалью «За освоение целинных земель».
С 1969 года по 1971 год служил в Советской армии.
После службы в армии вернулся в ТРТИ, работал инженером, старшим инженером. В 1973 году поступил в аспирантуру, где досрочно защитил кандидатскую диссертацию. После защиты диссертации в 1975 году был принят на кафедру прикладной математики и АСУ ассистентом, затем работал старшим преподавателем.
С 1980 по 1990 год В. Г. Захаревич являлся директором — главным конструктором особого конструкторского бюро медицинских информационно-диагностических автоматизированных систем при ТРТИ. В. Г. Захаревич провел обширные исследования в области систем «человек-машина», результаты которых были предназначены для использования на предприятиях министерств общего машиностроения, авиационной промышленности, здравоохранения. Сформировал и возглавил в ТРТУ научное направление «Адаптивное информационное обслуживание человека-оператора в процессе профессиональной деятельности», основал научную школу по проблемам информационных систем реального времени.
В 1987 году защитил докторскую диссертацию на тему: «Модели функционирования и методы разработки адаптивных автоматизированных систем в системах „человек-машина“».С 1987 по 1990 год — профессор, заведующий кафедрой инженерной психологии.
С 1990 по 2006 год — ректор Таганрогского государственного радиотехнического университета. Под руководством В. Г. Захаревича ТРТУ стал одним из ведущих технических университетов России. В университете существенно возросли объемы научных исследования в интересах оборонной промышленности, продвинулись разработки в области энергосберегающих технологий, информационно-психологической безопасности, новых форм обучения. Расширился спектр направлений и специальностей подготовки, увеличилось число докторов наук, профессоров, доля преподавателей с учеными степенями и званиями достигла 73 %
5 декабря 2006 года приказом Федерального агентства по образованию назначен ректором Федерального государственного образовательного учреждения высшего профессионального образования «Южный федеральный университет».
16 ноября 2007 года избран ректором ЮФУ. 18 июня 2012 года уволился с должности ректора ЮФУ.
Умер из-за остановки сердца 16 ноября 2013 года. Похоронен в Таганроге на Николаевском кладбище.

## Награды
- медаль «За освоение целинных земель» (1967);
- орден «Знак Почёта» (1987);
- юбилейная медаль «300 лет Российскому флоту» (1996);
- почётный работник высшего профессионального образования Российской Федерации (1996);
- заслуженный работник высшей школы Российской Федерации (31 августа 1998) — за заслуги перед государством, большой личный вклад в развитие экономики и социальной сферы, многолетний добросовестный труд и в связи с 300-летием города Таганрога[8];
- орден Почёта (2002);
- заслуженный деятель науки республики Калмыкия[вд] (2002);
- премия Правительства Российской Федерации в области науки и техники (2004);
- премия Правительства Российской Федерации в области науки и техники (2005);
- почётный гражданин города Таганрога (2006);
- орден «За заслуги перед Отечеством» IV степени (21 октября 2006) — за большой вклад в развитие образования и науки и многолетний добросовестный труд[9].
- почётный доктор Донецкого национального университета (Украина)

## Память
- В октябре 2014 года особому конструкторскому бюро «Ритм» Южного федерального университета было присвоено имя Владислава Георгиевича Захаревича[10], который более 10 лет работал в ОКБ директором — главным конструктором[11]. В честь этого события 13 октября 2014 года у входа в ОКБ «Ритм» состоялось торжественное открытие памятной доски[10].
- 16 ноября 2014 года была торжественно открыта установленная у входа в корпус «Д» мемориальная доска, посвященная памяти первого ректора ЮФУ Владислава Георгиевича Захаревича[12].